# Calamagrostis fibrovaginata
Calamagrostis fibrovaginata là một loài thực vật có hoa trong họ Hòa thảo. Loài này được Laegaard mô tả khoa học đầu tiên năm 1998.